# Eve Zuckerman
Pour les articles homonymes, voir Zuckerman.
Eve Zuckerman, née le 23 septembre 1993, est une conseillère en communication franco-américaine. Ancienne conseillère technique communication digitale du Premier ministre Édouard Philippe et directrice de la communication de France Digitale, elle est actuellement directrice du partenariat Paris 2024 pour le Groupe Carrefour,.

## Biographie
Eve Zuckerman a été élève au Lycée Édouard Branly de Nogent-sur-Marne où elle a obtenu son baccalauréat littéraire en 2011. Elle est diplômée de l’université de Chicago. Son père, Constantin Zuckerman (en), est directeur d'études à l'École pratique des hautes études, spécialiste de l'histoire byzantine. Sa mère, Laurel Zuckerman (en), a écrit le livre Sorbonne Confidential (Fayard, 2007).

### Carrière en politique
Eve Zuckerman s'engage en 2012 dans les équipes de campagne de Barack Obama à l'occasion de l'élection présidentielle américaine, en parallèle de ses études. Elle participe également à la réélection du maire de Chicago, Rahm Emanuel, en 2015. Ces premières expériences l'exposent aux méthodes et stratégies électorales américaines, qui reposent énormément sur l'utilisation de données statistiques, et lui permettent d'apprendre à utiliser le logiciel de gestion des communautés NationBuilder,.
Eve Zuckerman se fait certifier sur cet outil, et rentre en France en 2015 pour être consultante NationBuilder auprès du parti politique Les Républicains,,. Elle rejoint ensuite les équipes d'Alain Juppé comme responsable de la stratégie numérique, dans le cadre de la primaire de la droite et du centre.
En 2017, à la suite de l'élection d'Emmanuel Macron, elle rejoint le cabinet du Premier ministre Édouard Philippe comme conseillère technique communication digitale, et travaille avec Charles Hufnagel, alors directeur de la communication de Matignon,,. Eve Zuckerman lance les premiers Facebook Live du Premier ministre français, et organise une participation d'Édouard Philippe à une vidéo du YouTubeur Hugo Travers,,.
À la fin du mandat d'Édouard Philippe, en 2020, Eve Zuckerman rejoint l'association France Digitale, comme directrice de la communication.

### Carrière dans le privé
En 2021, Eve Zuckerman rejoint la direction de la communication du groupe Carrefour en tant que directrice des projets transverses.
Alexandre Bompard, président directeur général du groupe Carrefour, annonce en 2022 un partenariat stratégique avec les Jeux olympiques de Paris 2024. En 2023, Eve Zuckerman est nommée directrice du partenariat Paris 2024 pour le groupe.